# Само костенурки
„Само костенурки“ (на английски: Turtles All the Way Down) е американска романтична драма от 2024 г. на режисьора Хана Маркс, сценарият е на Елизабет Бъргър и Айзък Аптейкър и е базиран на едноименния роман, написан от Джон Грийн през 2017 г. Във филма участват Изабела Мърсед, Крий Чихино, Феликс Малард, Малик Джонсън, Пурна Джаганатан, Джуди Рийс и Дж. Смит-Камерън. Филмът излиза на 2 май 2024 г. в стрийминг услугата „Макс“.

## Актьорски състав
- Изабела Мърсед – Ейза Холмс[5]
- Крий Чихино – Дейзи
- Феликс Малард – Дейвис
- Малик Джонсън – Мишал
- Пурна Джаганатан – доктор Кира Сингх
- Джуди Рийс – Джина
- Дж. Смит-Камерън – Професор Абът
- Хана Маркс – Холи
- Деби Райън – Куин
- Джон Грийн – господин Адлър
- Джейсън Киенц – Марк Холмс

## Снимачен процес
Снимките започват в Синсинати, Охайо на 26 април 2022 г. и приключват през юни.